# Leendert Keesmaat
Leendert Keesmaat (Dordrecht, 20 april 1911 - Waalsdorpervlakte, 13 maart 1941) was een Nederlandse verzetsstrijder tijdens de Tweede Wereldoorlog.
Leendert Keesmaat was de oudste zoon van een gereformeerd gezin in Dordrecht. Zijn vader was ouderling bij de Wilhelminakerk. Als onderwijzer verhuisde Leendert Keesmaat naar Rotterdam en sloot zich aan bij de Geuzengroep rond Bernardus IJzerdraat. Na zijn arrestatie in november 1940 tot zijn dood zat Keesmaat vast in het Huis van Bewaring van Scheveningen, ook bekend als Oranjehotel. Tegelijkertijd werden ook zijn broers Arie en Wim gearresteerd. Keesmaats vrouw kreeg toestemming haar man in de gevangenis te bezoeken, maar werd eveneens vastgezet en pas na enkele maanden weer vrijgelaten. Ook Arie werd vrijgelaten.
Leendert en Wim Keesmaat sloegen ondanks de mishandelingen tijdens hun verhoren niet door, en werden uiteindelijk tijdens het "Geuzenproces" veroordeeld tot 3 respectievelijk 2 keer de doodstraf.
Keesmaat is een van de achttien in het gedicht Het lied der achttien dooden van Jan Campert. Leendert Keesmaat werd op 13 maart gefusilleerd, de straf van de nog minderjarige Wim Keesmaat werd omgezet in levenslang.
Tijdens zijn gevangenschap hield Leendert een dagboek bij, dat hij op closetpapier schreef. Dit dagboek werd door een medegevangene overgedragen aan de familie.
Keesmaat was getrouwd en vader van twee zonen. Hij is in 1945 herbegraven op de Essenhof in Dordrecht.
In de wijk Woudhoek in Schiedam is in de jaren zeventig de Geuzenbuurt aangelegd, waar ook een straat naar hem is vernoemd, de Leendert Keesmaathof.